# Wyoma schoenoploca
Wyoma schoenoploca is een vlinder uit de familie van de echte motten (Tineidae). De wetenschappelijke naam van de soort werd als Tinea schoenoploca in 1911 gepubliceerd door Edward Meyrick.